# Disporum viridescens
Disporum viridescens är en växtart i släktet Disporum och familjen tidlöseväxter. Den beskrevs först av Carl Maximowicz 1859 som Uvularia viridescens, och fick sitt nu gällande namn av Takenoshin Nakai 1911.
Arten är en flerårig ört som i vilt tillstånd förekommer i ryska fjärran östern och nordöstra Kina samt i Japan och på Koreahalvön. Den odlas även som prydnadsväxt.